# 겨울로 가는 마차
겨울로 가는 마차는 1982년 공개된 대한민국의 영화이다.

## 배역
- 김영애
- 이영하
- 김동현
- 김진규